# Stora Broby väderkvarn
Stora Broby väderkvarn, uppfördes 1897 i Västra Tollstads socken, Ödeshögs kommun, Östergötland. 
Kvarnen uppfördes av byggnadsmästare Daun och är så kallad Holländare. Den är byggd med tre våningar och skulle tillgodose Brobys behov av en kvarn. Eftersom den saknar sockelvåning går den även under benämningen jordholländare. 
Kvarnen blev byggnadsminnesförklarad 2009 och är en av fyra väderkvarnar i Östergötland och är den enda som ej flyttats från sin ursprungliga plats.